# Saint-Jean-du-Bois

Saint-Jean-du-Bois este o comună în departamentul Sarthe, Franța. În 2009 avea o populație de 630 de locuitori.